# Pseuderanthemum chaponense
Pseuderanthemum chaponense är en akantusväxtart som beskrevs av Emery Clarence Leonard. Pseuderanthemum chaponense ingår i släktet Pseuderanthemum och familjen akantusväxter. Inga underarter finns listade i Catalogue of Life.